# Færøernes historie
Færøernes historie er en del af Nordens historie. Der findes ofte paralleller til Islands historie og Norges historie, som senere blev bestemt af Danmarks historie. Øerne blev koloniseret i 800-tallet af folk fra Vestnorge, hvorfor det færøske sprog også har udviklet sig fra det gamle vestnordiske sprog, som bl.a. taltes på Vestlandet.
I 900-tallet samledes færøske storbønder til et lovgivende, dømmende og politisk bestemmende Alting, der senere blev til Lagtinget. Omkring 1000 blev Færøerne kristnet, og derefter blev de en del af Norge, siden 1380 også del af det Danske Rige i personalunionen. Det norske rigsråd opløstes i 1536, og Færøerne og Norge regeredes som danske provinser. Reformationen nåede Færøerne i 1538, og dansk blev embedssprog. Da Norge blev afstået til kongen af Sverige i 1814 forblev Færøerne, Grønland og Island under dansk styre. Færøerne var et dansk amt, men handelsmonopolet ophævedes i 1856. Det færøske skriftsprog udviklede sig, og Færøerne forvandlede sig fra et bondesamfund til en moderne fiskerination, som har haft hjemmestyre siden 1948 og selvstyre siden 2005.

## Øerne bosættes

### Irske munke
I det 6.-7. århundrede foretog irske munke lange sørejser vest og nord for Skotland og Irland i åbne skindbåde, currachs, og nåede langt ud på havet til afsidesliggende øer. Formålet med disse rejser var bl.a. at finde ensomme og fredelige steder, hvor de kunne slå sig ned som eremitter eller oprette klostre.
De første kolonister på Færøerne er ifølge myterne irske munke, der sandsynligvis i omkring 650 har søgt et fredeligt tilflugtssted på de isolerede øer. Munkene blev siden sandsynligvis fordrevet af norske vikinger, der i 800-årene slog sig ned på Færøerne.

### Landnamstiden
Den første skriftlige kilde, som menes at indeholde en beskrivelse af Færøerne, blev skrevet af en irsk munk som hed Dicuil. Han havde mødt en “troværdig” mand, som fortalte fra sin læremester, abbed Sweeney, hvordan han en sommer i en båd havde nået Færøerne efter “to dages og én nats” sejlads:

Dicuil skriver i sin bog Liber de Mensura Orbis Terraæ i 825:
"I Britanniens nordlige hav er der endnu mange øer, som kan nås fra de nordlige britiske øer ved to døgns direkte sejlads og med medvind. En from præst fortalte mig, at han havde sejlet i to rotofter og var gået i land på en af dem. Disse øer er for det meste små, næsten alle adskilt ved smalle sunde, og på dem har eneboerne, som har sejlet op fra vort Scotia (Irland), boet i omtrent hundrede år. Disse fra verdens skabelse ubeboede øer er som følge af normanniske røveres indfald tomme for eneboere, har fuld op af får og såre mange forskellige søfugle. Vi har aldrig fundet disse øer omtalt i forfatternes bøger."
Det antages derfor, at Færøerne (atter) var ubeboede, da Grímur Kamban kom som den første nordmand omkring år 825. Efternavnet Kamban er keltisk og antyder, at han kom fra de britiske øer, muligvis Isle of Man, hvilket er muligt, da vikingerne allerede boede på de britiske øer.

#### Færøerne bliver norsk len
Om øernes ældste bebyggelse og historie i vikingetiden findes spredte bemærkninger i de islandske sagaer, navnlig i "Færingesaga" (Færeyinga Saga), der ikke er et selvstændigt sagaværk men indeholdes stykkevis i Olafssaga. Heri fortælles, at Grímur Kamban var den første mand, som bosatte sig på Færøerne, og at kort efter Slaget i Hafrsfjord flygtede mange i Norge for Harald Hårfagers tyranni og nedsatte sig på øerne på vejen til Island. Sagaen fortæller især om de vigtigste mænd på øerne: Tróndur í Gøtu, den betydeligste mand af "Gøteskeggerne" og Sigmundur Brestisson. Den sidstnævnte havde vundet stort ry for sine vikingetog, men under sit ophold i Norge blev han kristnet og fik løfte af Olav Tryggvason om at få Færøerne i forlening, hvorefter han med magt indførte den nye lære her ved år 1000 og søgte at sætte sig i besiddelse af øerne. Også Tróndur havde han tvunget til at lade sig kristne, men da denne også tragtede efter herredømmet, stræbte han Sigmundur efter livet og overfaldt ham på hans gård på Skuø, og Sigmundur blev dræbt under flugten. Trond og Leivur Øssursson delte nu herredømmet over øerne. Efter Tróndurs død i 1035 tog Leivur dem til len af Magnus den Gode, og øerne hørte fra den tid under Norge, om end de norske kongers magt over øerne ikke var stor. Ifølge kong Magnus Lagabøtes forordning af 1272 synes der kun at have været én sysselmand (med to lensmænd) på øerne.

#### Norsk kirkeprovins
I norsketiden blev bispedømmet Færøerne grundlagt i 1111 under ærkebiskoppen i Nidaros og med Kirkjubøur som sæde. Her skrev biskop Erlendur i 1298 Færøernes ældste kendte dokument: Fårebrevet (fær. Seyðabrævið) om landets landboforhold. Han påbegyndte tillige opførelsen af Magnuskatedralen i Kirkjubøur.

#### Altinget
For at opretholde lov og orden oprettede befolkningen på Færøerne år 900 Altinget efter forbillede fra Frostatinget i Norge. Altinget, der samledes på halvøen Tinganes ved Tórshavn, blev ledet af en folkevalgt lagmand, og her blev truffet beslutninger om landets anliggender, vedtaget love, mæglet i indbyrdes stridigheder, idet alle frie mænd var lige for loven. Altinget var dermed det ældste direkte demokrati i Europa (ældre end Altinget på Island). I 1274 trådte imidlertid den Yngre Gulatingslov i kraft (se Magnus Lagabøtes Landslov), hvorved lagmanden blev en norsk kongelig udnævnt embedsmand, og Altinget blev omdannet til et Lagting, der kun havde ret til at dømme men ikke til at vedtage love.
Ved siden af det centrale ting fandtes lokale ting i hver af de seks områder Suðuroy, Sandoy, Vágar, Streymoy, Eysturoy og Norðoyar.

#### Handelsmonopol indføres
I begyndelsen var færingernes foretrukne handelssted Bergen. Færingerne kunne i tidligste middelalder selv sejle udenlands for at handle. Færøske handelsfolk kunne tilbyde varer som uld, tørfisk og fugle og kunne købe varer som salt, tømmer og korn. I 1271 blev et kongeligt handelsmonopol oprettet i Tórshavn af kong Magnus Lagabøte, og det blev tillige bestemt, at der skulle gå mindst to skibe om året mellem Bergen og Færøerne. Formålet med dette handelsmonopol synes at have været at holde Hansaforbundet væk fra Færøerne, men virkningen var snarere en svækket, færøsk sejlads og dermed øernes større afhængighed af udefra kommende skibe.

#### En stækket provins
Det var skæbnens ironi, at færingerne oprindeligt havde bosat sig på øerne, fordi de havde søgt friheden fra norske kongers tyranni, men senere mistede den igen ved svig fra en af deres egne og ved norske kongers trang til at udvide deres magt. Norgesvældets fremgang bevirkede, at Færøerne nu gik en fremtid i møde som stækket provins.

## Under Danmark-Norge

### Kalmarunionen
I 1380 blev Norge forenet med Danmark under en fælles konge, og her kom Færøerne med som norsk lydland. I 1397 oprettedes Kalmarunionen. Reelt fik disse forandringer i begyndelsen ingen betydning: Færøerne blev fortsat forvaltet fra Norge.
I ældre tid havde øerne haft egne skibe, med hvilke de handlede med Norge, især Bergen, men senere gik handelen mere og mere over til hanseatiske købmænd i Bergen.
Under kong Hakon den Gamle havde Færøerne og Shetland udgjort ét lagdømme, retsområde, men da Shetland ved Christian 1.’s pantsættelse 1469 var kommet ind under Skotland, blev Færøerne vistnok et eget lagdømme, idet dog de første lagmænd vedblev at bo på Shetland.

### Reformation
Reformationen i Danmark 1536 nåede Færøerne i 1538. Det skulle få stor indflydelse på Færøernes udvikling i de følgende århundreder.
Efter reformationens indførelse på øerne blev der 1540 oprettet et evangelisk bispedømme, men den første biskop, Jens Gregersen Riber, forlod øerne i 1557, og derefter var en provst den øverste gejstlige (den første provst var Hejne Jonsen Havreki, Mogens Hejnesens fader). Øernes provsti blev henlagt under Bergens biskop. Kongen overtog 2/3 af kirkens jordegods, som nu blev kongsjord, hvilket skulle få betydning for landbrugets senere udvikling.
Da bispestolen blev nedlagt under Christian 3., oprettede denne en latinskole i Thorshavn (første gang omtalt 1547), ved hvilken sognepræsten i Thorshavn var enelærer. I 1620 kom den færøske kirke under Sjællands biskop. Skolen fik af Christian 4. tillagt yderligere indtægter til fattige studerendes underhold ved et gavebrev af 1647, hvorved der blev uddannet så mange indfødte færinger, at alle færøske præstekald kunne besættes med dem, foruden at nogle fik ansættelse i kongeriget.
I 1722 blev der ansat en særlig rektor for skolen i Thorshavn, men da de stipendier, der var bestemt til fattige disciples underhold, gik med til rektorens aflønning, hæmmedes tilgangen til skolen meget. Den vedblev dog at bestå indtil 1804, da den sidste rektor, Gr. Müller, som havde styret skolen i 42 år, døde. Almuen fik i gamle dage kun undervisning i hjemmet. Der blev vel af og til gjort forsøg på at indføre et ordnet skolevæsen men uden held; kun almueskolen i Thorshavn (den første danske skole i Thorshavn skyldes præsten Hans Rasmussen, død 1651) bestod med adgang også for børn fra landet.

### Frihandel og monopolhandel
Efter Reformationen gjorde kongemagten ihærdige forsøg på dels at frigøre handelen fra hanseaterne, dels sikre Færøerne de fornødne forsyninger. Således kundgjordes ved kongeligt brev af 21. februar 1553, at undersåtterne i Danmark og Norge frit måtte sejle og handle på øerne. Nok fik to københavnske købmænd i 1569 privilegium for fire år på handel på øerne, men da beboerne klagede over, at varerne var for dyre, og at de selv kun fik halv pris for deres egne varer, fik de 7. marts 1571 brev om, at de selv måtte afhænde deres varer hjemme og ude mod at svare den samme afgift som fogederne og købmændene, og dette gentoges den 18. december 1571. I 1573 fik dog igen en hamborgsk købmand bevilling på at besejle øerne, da det viste sig vanskeligt for private at forsyne dem regelmæssigt, og det desuden var forbundet med stor risiko på grund af sørøvere, der var en stadig plage for øerne.
I 1578 overtog kongen selv handelen, og 1579-1583 fik den færøske kaper Magnus Heinason, der havde tjent under Vilhelm den Tavse og dennes søn Maurits af Nassau i ti år og kæmpet mod Spanien i Firsårskrigen, eneret på den for sig og medredere i Bergen, lige som han fik ret til at udruste skib på orlogsvis for at rense farvandet for sørøvere, noget der også til dels lykkedes ham. Han opførte fæstningen Skansin i Tórshavn mod sørøvere. Men han brandskattede rigtignok også øerne ved at sælge dårlige varer til ublu priser, og han mistede derfor eneretten, der gik over til andre rederier af københavnske, hamburgske eller bergensiske købmænd. I 1589 blev Heinason efter ordre fra statholderen Christoffer Valkendorf fanget og sendt til København, hvor han blev dømt for sørøveri til fordel for Holland og to dage senere, den 18. januar, henrettet. Den hastige retssag medførte, at Valkendorf mistede sin ministerpost.
I første halvdel af det 17. århundrede (til 1620) havde et bergensisk handelsselskab enehandelen, ligesom det havde forpagtningen af øernes indkomster. Derefter gik den over til det i 1619 oprettede Islandske Handelskompagni, som ophævedes 1662. I denne tid forekom der ofte gensidige klager — fra befolkningens side over uregelmæssig tilførsel, dårlige varer og for høje priser, og fra handelskompagniets side over, at beboerne brød forbuddet mod at handle med andre.

#### Gabeltiden
I 1655 fik Christoffer Gabel som befalingsmand over Færøerne indtægten af 'Færø land' i forpagtning på livstid for 1000 rigsdater årligt. Den 19. januar 1661 fik han samme indtægt kvit og frit for sin og sønnens Frederik Gabels levetid og den 3. april 1662 tillige monopol på øernes besejling.
I de trange tider under Gablernes enestyre hensygnede skolen i Torshavn mere og mere. Præsten Lucas Debes var den alvorligste modstander for Gabels embedsmænd og rejste med en færøsk delegation til København, hvor han fortalte kongen om Gabels vilkår. I denne tid skrev han 1673 den første trykte bog om Færøerne: Færoæ et Færoa reserata på dansk (engelsk og tysk oversættelse fulgte). Da en kongelig kommission nåede Færøerne samme år, ødelagde en brand på Tinganes de fleste handelsbygninger, og dokumenter gik op i luer. Det siges, at Gabels mænd stod bag branden.

#### Kongelig forvaltning
Efter Frederik Gabels død i 1708 overtog den danske stat handelsmonopolet, som varede til 1856. Handelen bestyredes af en færøsk og grønlandsk handelskommission i København, som havde en handelsforvalter i Thorshavn, hvor det eneste udsalgssted var indtil 1836, da der kom to til i Tvøroyri (Suðuroy) og Klaksvig (Norðoyar) og et par år senere yderligere et i Vestmanhavn. Ganske vist bestemtes i 1790, at monopolet, som blev drevet med tab, skulle ophøre fra 1796, men efter en ansøgning fra øboerne, som frygtede for frihandelen, blev bestemmelsen atter ophævet. Der var dog nogle, som kæmpede for frihandel, deriblandt den bekendte skibsfører og digter Poul Poulsen Nolsøe (Nólsoyar Páll, død 1809).
Niels Rybergs handel 1768-1788 var en forholdsvis god tid for færingerne, som fik kendskab til at salte sild og at lave klipfisk, som blev eksporteret.
Nólsoyar Páll var modstander af Rybergs handel og kæmpede for frihandel og dermed Færøernes selvstændighed. Hans Fuglakvæði er en vise, hvor Tjaldur (strandskaden) symboliserer ham selv, og derved den frie færing, andre fugle symboliserer danske embedspersoner i Thorshavn. I 1804 byggede han med Royndin Fríða Færøernes første selvejede skib siden Magnus Heinasons tid. I 1807 truedes Færøerne af hungersnød under krigen mellem Danmark og England. Nólsoyar Páll sørgede med sit skib for at skaffe korn til Færøerne. Han omkom ved et forlis i vinteren 1808/1809 og er nu nationalhelt.

### Under Sjællands stiftamt
Efter Frederik Gabels død 1708 blev landfogeden J. Chr. Klein inspektør over de kongelige regalier og rettigheder på øerne. Den 14. maj 1709 henlagdes de under Sjællands Stiftamt. Fra 6. marts 1720 til 6. marts 1775 hørte de under Islands Stiftsøvrighed; ved reskript af 6. september 1775 lagdes de under Sjællands Stiftsøvrighed.

## Selvstændigt Færø Amt
Ved Freden i Kiel 1814 forblev Færøerne, Island og Grønland sammen med Danmark, mens Norge blev afstået til Sverige.

### Færøerne repræsenteret i Folketinget og Landstinget
Ved kongelig resolution af 6. juli 1816 blev Færø Amt oprettet som et selvstændigt amt omfattende Færøerne ledet af en amtmand. Det gamle lagting ophævedes ved plakat af 18. maj 1816, og landet fik sin overret dels i Hof- og Stadsretten, dels i Højesteret. Ved grundloven af 1849 knyttedes Færøerne nøjere til Danmark, og Danmarks Grundlov trådte i 1851 i kraft på Færøerne. Som ligestillet del af riget sendte Færøerne repræsentanter til den danske rigsdag, henholdsvis 1 medlem til Folketinget og 1 til Landstinget. Folketingsmanden blev valgt umiddelbart af øernes vælgere (ifølge lov af 2. marts 1903 var øerne inddelt i 12 valgdistrikter, hvert med sit eget valgsted), landstingsmanden blev valgt af Lagtinget. I 1851 fandt de første rigsdagsvalg på Færøerne sted.

### Lagtinget genoprettes
I overensstemmelse med grundloven blev ved lov af 26. marts 1852 øernes politiske forfatning nærmere ordnet, idet Lagtinget, nærmere bestemt ved lov af 15. april 1854, blev genoprettet, ligesom den kommunale lovgivning senere ordnedes omtrent i overensstemmelse med de i kongeriget herskende grundsætninger. Lagtinget var i øvrigt en særlig politisk repræsentation, som ifølge lov af 15. april 1854 bestod af amtmanden som formand, provsten og 18 af beboerne for 4 år valgte medlemmer, der oppebar 2 kroner i dagligt vederlag. Af disse sidste valgte hvert af de 7 præstegæld 2 undtagen Sydstrømø og Østerø præstegæld, som hvert skulle vælge 4. Lagtinget afgav betænkning over de øerne vedkommende lovudkast, der af regeringen forelagdes det, samt fremsatte forslag til nye love og andre offentlige foranstaltninger. Endvidere kunne det indgive klager over lovenes forvaltning af embedsmændene og angående offentlige indretningers og midlers bestyrelse. Dernæst udnævnte det medlemmer af valgnævnene ifølge lov om folketingsvalg. Det samledes årligt i Thorshavn på St. Olafsdag 29. juli (St. Olaf var Færøernes værnehelgen). Kongen kunne opløse lagtinget. Det måtte ikke være samlet over 4 uger, medmindre halvdelen af medlemmerne anså det for nødvendigt, og ikke over 6 uger uden amtmandens samtykke.

### Administrative forhold
Med hensyn til de administrative forhold var amtmanden overøvrighed. Hans stilling var i alt væsentligt den samme som de kongerigske amtmænds. Landfogeden i Thorshavn var foged, underøvrighed og politimester. I overensstemmelse med den i Norge tidligere for fogederne gældende regel var han tillige ex officio aktor i justitssager, hvor imod aktionsordren ligesom i det øvrige kongerige udfærdigedes af amtmanden. Landfogeden var endvidere kongelig oppebørselsbetjent (svarende til kongerigets amtsforvaltere) og bestyrede som sådan "Jordebogskassen", det vil sige statens hovedkasse på øerne. Han var også kasserer for amtsrepartitionsfonden og dennes regnskabsfører, hvorimod amtsfattigkassen havde en særlig af Lagtinget valgt kasserer og regnskabsfører. På samme måde som amtsforvalteren var han godsforvalter for kongsgodset, oppebar dettes afgifter og direkte skatter og førte i det hele tilsynet med det. Som judiciel embedsmand (hvis handlinger stod under appel til Landsoverretten samt Hof- og Stadsretten i København) udførte han civile fogedforretninger, lige som udpantningsforretninger, der foretoges af sysselmændene, indankedes for ham. Endelig var han formand for Thorshavns kommunalbestyrelse i henhold til lov af 16. februar 1866.
Sysselmændene i de seks sysler (Strømø, Østerø, Norderø, Vaagø, Sandø og Syderø), som ansattes og afskedigedes af justitsministeren efter amtets indstilling, var stedlige politiøvrigheder og havde dels at yde landfogeden og sorenskriveren hjælp dels at varetage forskellige forretninger, der var overdraget til dem ved lovgivningen. De udøvede således det nærmere stedlige polititilsyn, indberettede lovovertrædelser til landfogeden og så videre. Der kunne gives dem konstitution til på landfogedens og sorenskriverens vegne i mindre betydelige tilfælde at udføre fogedforretninger, auktioner, afholde forhør med mere. På egne vegne afholdt de auktioner over småvrag og hittefæ, foretog udpantninger, opkrævede skatter, førte tilsyn med karantænevæsen, foretog på- og afmønstringer og ledte grindefangst, ligesom de var formænd for syslernes landvæsenskommissioner.
I ældre tid havde grandestævner fungeret som politiske organer for lokale fællesskaber. Først med kommuneloven i 1872 blev et moderne kommunalt selvstyre indført. Efter loven skulle kommunerne også være et forvaltningsorgan, som skulle løse opgaver lokalt for de centrale myndigheder inden for ”Skole-, Fattig- og Vejvæsen”. Oprindelig oprettedes syv kommuner samt Tórshavn, som blev styret efter en egen lov fra 1866 til 1908.

### Skolevæsenet opbygges
Ved "Provisorisk Reglement for Almueskolevæsenet paa Færøerne" af 1845 blev der indført en skoleordning, men den mislykkedes, idet befolkningen ikke ville finde sig i skoletvangen og var uvillig til at betale skoleskat, ligesom præsterne klagede over, at det gik tilbage med religionskundskaben. Ved lov af 1. marts 1854 blev det da atter overladt forældrene at sørge for børnenes undervisning. Efter Lagtingets oprettelse og handelsmonopolets ophævelse blev det dog snart klart for folk, at der trængtes til bedre kundskaber. Fra begyndelsen af 1870'erne blev der dels frivilligt, dels gennem de ved loven af 1872 om landkommunerne indførte forstanderskaber rundt om i bygderne oprettet skoler, hvilket blev støttet af regering og rigsdag gennem bidrag til skolebygninger, opført af sten, og tilskud til lærernes lønninger, hvilke senere blev ordnet ved lov af 7. marts 1902. Til uddannelse af almueskolelærere på Færøerne blev der siden 1870 i Thorshavn oprettet et kursus, der stod i forbindelse med realskolen og almueskolen, og ved århundredeskiftet var der almueskoler i alle sogne på nær to: Kvivik og Kaldbak.

### Frihandel indføres
Den 1. januar 1856 ophævedes handelmonopolet. Færingerne havde nu ret til at oprette egne virksomheder. Retten til at handle frit havde stor betydning for overgangen fra naturalieøkonomi til pengeøkonomi og tillige udviklingen til et moderne fiskerisamfund. Med loven blev det tilladt både ind- og udlændinge at besejle øerne og drive handel dér. Fra den tid tog handelen og skibsfarten på øerne stærkt til. Varer, som var tilvirkede på øerne, indgik toldfrit til Danmark.

### National vækkelse
Sideløbende med at man fra dansk side bestræbte sig på at gøre Færøerne til en i alle henseender ligestillet del af det danske rige, udvikledes der sig på Færøerne en særlig national (færøsk) bevidsthed, i første omgang synliggjort ved at gøre færøsk til et særskilt sprog i skrift. V.U. Hammershaimb skabte i 1846 en ortografi for det færøske skriftsprog, og dette blevet taget i brug, da der begyndte at udkomme færøske aviser.
Julemødet den 26. december 1888 markerer begyndelsen på den nationale vækkelse. Den berømteste mand i denne tid var Jóannes Patursson. Føringafelag blev stiftet. Det havde som mål at kæmpe for det færøske sprog. Man adskiller tiden i to perioder: Den kulturelle, og siden 1906 den politiske for Færøernes selvstændighed.
To politiske partier blev stiftet samme år: Sambandsflokkurin og Sjálvstýrisflokkurin. Sambandsflokkurin gik ind for at bevare de bestående forhold, mens Sjálvstýrisflokkurins mål var, at færingerne selv fik mere indflydelse på egne anliggender. Partiet, som også kæmpede for uafhængighed af Danmark, fik i 1918 for første gang flertallet i Lagtinget.
I 1925 stiftedes Javnaðarflokkurin (Socialdemokratiet) på dansk initiativ. Efter lagtingsvalget 1928 har socialdemokraterne været repræsenteret i Lagtinget.

#### Sprogstriden
Realskolen i Tórshavn oprettedes i 1861, og i 1870 fulgte Færøernes seminarium. Siden 1872 havde Færøerne også haft almueskoler, men undervisningssproget var stadig dansk. I 1899 grundlagde Símun av Skarði sammen med Rasmus Rasmussen Føroya Fólkaháskúli med færøsk som undervisningssprog.
Det var realskolelæreren Jacob Dahl, der modsatte sig at fortsætte undervisningen på dansk i 1908. Sagen nåede til undervisningsministeriet i København, men det sendte spørgsmålet tilbage igen til lagtinget. Dér opstod en strid mellem Sambandspartiet og Selvstyrepartiet.
- Samband mente, at det dog var vigtigt at lære dansk, og at det skulle være mere end blot et fremmedsprog ligesom engelsk og tysk. Deres bedste argument var, at man kun kan uddanne sig i Danmark, når man behersker dansk lige så godt som modersmålet.
- Sjálvstýris bedste argument var, at det jo i andre lande er selvfølgeligt, at der undervises i modersmålet fx på Island.

Diskussionen førte til det kompromis, at færøsk blev undervisningssprog til de mindre børn og hjælpemiddel for de ældre. Den 16. januar 1912 kom den tilsvarende lov fra København, hvor §7 gjorde kompromiset til lov.
Loven varede indtil den 13. december 1938, da §7 ophævedes. Det skyldtes mere den færøske litteraturs virkelighed, end den mere og mere abstrakte politiske strid i Lagtinget. I øvrigt brugte man, trods loven, hele tiden færøsk "som hjælpemiddel" i den praktiske undervisning. Men da Socialdemokratiet sammen med Selvstyrepartiet havde flertallet i Lagtinget, var sprogstriden forbi.
I 1937 oprettede Lagtinget det færøske gymnasium i Tórshavn.

### Befolkningsudviklingen
I løbet af 1800-tallet skete der omtrent en tredobling af indbyggertallet, og befolkningsvæksten fortsatte i det 20. århundrede. Med denne udvikling skete der tillige en forandring i befolkningens næringsmæssige sammensætning. Tidligere havde landbrug spillet en hovedrolle, men efterhånden tog fiskeriet til i betydning.
| År   | Antal indbyggere |
| ---- | ---------------- |
| 1801 | 5.265            |
| 1840 | 7.314            |
| 1860 | 8.922            |
| 1890 | 12.955           |
| 1901 | 15.230           |

Med hensyn til næringsveje var fordelingen i 1901 denne:
| Næringsvej                      | Antal |
| ------------------------------- | ----- |
| embedsvæsen og liberale erhverv | 387   |
| landbrug                        | 4.429 |
| fiskeri                         | 6.238 |
| industri og håndværk            | 1.723 |
| handel og omsætning             | 1.119 |
| søfart                          | 442   |
| andet                           | 754   |
| offentlig understøttelse        | 138   |

| År   | Landbrug | Fiskeri | Landbrug + fiskeri | Håndværk + fiskeri | Håndværk og Industri | Handel | Samfærdsel | Admini- stration | Husgerning | Formue mm | Pension | uangivet | I alt  |
| ---- | -------- | ------- | ------------------ | ------------------ | -------------------- | ------ | ---------- | ---------------- | ---------- | --------- | ------- | -------- | ------ |
| 1911 | 2.031    | 4.083   | 2.230              | 276                | 1.671                | 950    | 657        | 352              | 868        | 1.237     | 40      | 416      | 18.000 |
| 1921 | 1.778    | 6.669   | 1.163              | 133                | 2.542                | 1.490  | 1.174      | 477              | 1.000      | 859       | 560     | 435      | 21.352 |
| 1930 | 1.648    | 7.238   | 479                | 175                | 3.114                | 1.575  | 2.078      | 696              | 2.084      | 976       | 376     | 411      | 24.200 |

kilde: Statistisk Årbog 1926 (s. 198), 1936 (s. 200)
I løbet af mellemkrigstiden gik landbrug samt kombinerede næringer tilbage, mens fiskeri, industri og håndværk, handel, samfærdsel, administration gik frem.

#### Landbruget
Landbruget var et indmark-udmarksbrug, idet indmarken (områder inden for en landsbys gærder eller hegn) blev anvendt til høslet og lidt korndyrkning, udmarken derimod til sommergræsning for kvæg og får. Agerbruget var kun af ringe betydning. Høavlen var det vigtigste, da øerne til dels afgav godt græsland, hvorimod kornavlen spillede en underordnet rolle. Kornet modnes vanskeligt på grund af klimaet og først sent på sommeren, og mange steder dyrkedes det endog kun for at forbedre græsmarken. Af kornsorter dyrkedes mest treradet byg ("færøsk korn"), desuden lidt havre. På heldigt beliggende steder kunne byggen i gode år give 16-20, på andre derimod kun 6-7 fold. Endvidere dyrkedes en del kartofler, som lykkedes ganske godt, og lidt roer. Hø var næsten det eneste kreaturfoder om vinteren. Hele det opdyrkede areal udgjorde kun omkring 38 km2 eller omkring 2,6 % af arealet.
Af husdyrholdet var det navnlig fåreavlen, der var en vigtig næringsvej. Hvor stor rolle den spillede, kan ses af det færøske ordsprog: "Seyða ull er Førja gull" (fåreuld er Færøs guld; Seyður = får), ligesom der fra 1298 findes et kongeligt søjdebrev (fårebrev, bekræftet af Christian 4. i 1637), der indeholder bestemmelser om fårebruget. Der slagtedes årligt i gennemsnit omkring 30.000 lam, får og beder. Husdyr i egentlig forstand kan man dog ikke kalde fårene, da de i omtrent halvvild tilstand levede ude hele året rundt på den fælles udmark (tilsete af søjdemændene), hvor de selv måtte søge deres føde. To gange om året blev de drevet i "ret" (rætt), en fold, der var omgivet af et højt stengærde. Den ene gang var ved Sankthansdag, for at ulden kunne tages af dem (den blev plukket af, ikke klippet af), den anden om efteråret, når de skulle slagtes.
Ulden forarbejdedes ved husflid mest til beklædningsgenstande, navnlig til trøjer (kendt som "islandske trøjer"), strømper og vanter, op imod århundredeskiftet også til tæpper. Kødet blev for det meste vindtørret og spist under navn af "skærpekød". Fårene var tidligere i almindelig fælles ejendom således, at både udbyttet af uld og slagtefår deltes mellem ejerne efter disses andel men kom i løbet af anden halvdel af 1800-tallet i stigende omfang i særeje ("kenning“).
De øvrige husdyr var af mindre betydning. Køerne, der var noget mindre end de danske, holdtes om vinteren på stald. På bøen fandtes små græsgange ("heimabeiti") for køerne, men ellers græssede de om sommeren i "hushaven" (den nærmeste del af udmarken), til hvilken der gennem bøen førte en indhegnet vej ("geil") for kvæg og heste. Køerne var alle i særeje. På større gårde fandtes i almindelighed kun indtil en snes køer.
De meget små færøske heste, som tidligere var langt talrigere, gik for en stor del ligesom fårene halvvilde ude hele året i udmarken. De anvendtes for det meste kun til transport af tørv, som udgjorde øernes vigtigste brændselsmateriale, og gødning (til en kløvsaddel fastgjordes på hver side af hesten en tremmekasse, "løb") — den meste transport foregik dog på menneskeryg —, sjældent til ridning og kun undtagelsesvis til at køre med, da der næsten ikke fandtes køreveje. Derimod udgjorde hestene en handelsvare til udførsel. Af geder og svin var der så godt som ingen, derimod fandtes næsten overalt gæs, ænder og høns. Til belysning af husdyrenes indbyrdes betydning kan nævnes, at efter kreaturtællingen den 15. juli 1898 var der i alt 106.465 får, 4.516 stykker hornkvæg, 706 heste, 33 geder og 3 svin.

#### Fiskeriet
Før monopolets ophævelse havde hvalolie, klipfisk og uldvarer været Færøernes vigtigste eksportartikler, men friheden, bedre administration og større både fra England ændrede billedet, så fisk allerede omkring århundredskiftet udgjorde over 90% af den færøske eksport.
Det vigtigste fiskeri var stortorskfiskeriet (kabliau og lange). Dette dybsøfiskeri på fiskebanker, som ofte ligger indtil 4 mil fra land, blev tidligere for størstedelen drevet med åbne robåde (om sommeren som regel med en besætning af 4, om vinteren med 8 à 10 mand), som færingerne var mestre i at manøvrere med. Efter handelsmonopolets ophævelse 1856 skete der et stort opsving i fiskerierne, således at den gennemsnitlige værdi af udførsel af fiskeriprodukter (tran undtaget) i årene 1866-70 var 188.200 Rd., mens den 1851-55 kun havde været ca. 31.000 Rd., og senere fortsatte væksten. Et endnu større opsving tog fiskeriet dog ved indførelsen af drift med dæksfartøjer: mens der i 1874 kun fandtes 10 sådanne, var tallet i 1902 steget til 85 med en besætning på ca. 1.100 mand, og det samlede udbytte af fiskeriet kunne nu anslås til ca. 1,5 mio. kr. årligt.
Dæksfartøjerne søgte ofte længere bort, om sommeren navnlig til havet ved Islands kyster. Tidligere brugtes til fangsten håndsnøre, en 60-80 lang favne line, i hvis nederste ende fastgjordes en sten eller et blylod, hvorfra tømmen med krogen udgik, men i midten af 1800-tallet indførtes fra Shetlandsøerne langlinen, en 60 favne lang line, som sættes langs efter bunden, og som på hver favn er besat med kroge, der bindes til linen ved tømmer af ca. 2 fods længde. Til en veludrustet båd hørte mange, endog 30-40 sådanne liner, som knobes sammen, hvorved en båd kunne bedække en ganske betydelig strækning.
Af andre fisk, der forekom ved kysterne, må nævnes kuller og sej. Den sidste var især vigtig, da den fandtes i stor mængde og for en stor del af befolkningen var et vigtigt næringsmiddel. Stortorsken kom derimod i handelen og tilberedtes til klipfisk, idet den blev saltet og tørret på strandklipperne og udførtes til udlandet, navnlig til Spanien. Det var dog først i anden halvdel af 1800-tallet, at tilvirkningen af klipfisk blev almindelig og den for Færøerne vigtigste udførselsartikel. Den fisk, der ikke udførtes, blev tørret usaltet dels på stænger uden på husene, dels i åbne tremmehuse.
De engelske trawlere tilføjede navnlig langlinefiskeriet betydelig skade. Fangsten af helleflynder var tidligere større end på denne tid, da engelske dampere med deres langliner drev dette fiskeri i øernes nærhed i de senere år. Derimod tog sildefiskeriet til, efter at man flere steder havde anlagt fiskehuse til opbevaring af sildene, som afgav en fortrinlig agn til torskefiskeriet. Silden blev fanget med garn inde i fjordene, hvortil den kom dels om sommeren (navnlig i juli og begyndelsen af august) dels om vinteren.
Øerne havde flere fortrinlige naturlige havne, hvor fiskerskibene om vinteren kunne ligge fortøjede. Derimod blev fiskerbådene alle halet på land, når de ikke benyttedes, hvad enten bygderne lå ved en fjord, hvor bunden gik jævnt over i landet, eller de lå oven for klippeskrænter, hvor da bådene måtte hejses op med stort besvær.
I takt med at motoriseringen af fiskerflåden skred frem, kunne man sejle på fjernfiskeri ved Island og Grønland og udnytte de store fiskeforekomster i disse egne. De store mængder fisk, der således blev landet af fiskerne, forbedrede mange færingers livsvilkår. I 1927 oprettedes den såkaldte Færingehavn på Grønland med den danske regerings tilsagn som modtræk mod den konkurrence, færingerne var udsat for i hjemlige farvande fra britiske og tyske trawlfiskere som et led i støtten til det færøske fiskeri. Fra oprindelig at være en nødhavn udviklede Færingehavn sig med tiden til en egentlig fiskerihavn af største betydning for færøske fiskere.
Endnu frem til 2. verdenskrig var slupperne Færøernes hovedfiskerifartøjer. I dag minder nogle restaurerede slupper om denne hårde tid.
Af ferskvandsfiskeriet kan nævnes nogen fangst af hvidørred, der blev fanget om sommeren, når den gik op i bækkene.

### Færøerne under 1. verdenskrig
På trods af at være neutral under 1. verdenskrig, ligesom resten af Kongerige Danmark, så blev Færøerne alligevel påvirket, idet forsynings- og kommunikationslinjerne i Nordsøen blev afskåret eller forstyrret af krigshandlingerne.
Tysklands uindskrænkede ubådskrig, der blev indledt i 1917 ramte fiskeriet. Storbritannien, der blokerede Tyskland, pålagde skibstrafik mellem Færøerne og Danmark at anløbe på Orkneyøerne. Der blev også sænket færøske fartøjer under krigen, men ingen søfolk omkom.

### Færøerne under 2. verdenskrig
Efter den tyske Operation Weserübung, da Danmark og Norge blev besat den 9. april 1940, opstod der en strategisk yderst betydningsfuld situation for England. I modsætning til Første Verdenskrig, hvor de havde en søblokade mod Tyskland i Nordatlanten fra Skotland over Shetlandsøerne til Bergen i det neutrale Norge, var det nu nødvendigt at skabe søblokaden fra Skotland over Færøerne til Island – en meget mere vanskelig opgave.
Den 4. maj 1945 om aftenen var krigen for Danmarks vedkommende slut, og regelmæssig forbindelse til Færøerne kunne genoptages. Den 12. maj 1945 skrev daværende statsminister Vilhelm Buhl et brev til amtmanden på Færøerne, hvor han takkede for godt udført arbejde under adskillelsen. Regeringen godkendte samtidig, at amtmanden under krigen sammen med Lagtinget havde administreret Færøerne, og at administrationen foreløbig videreførtes på samme måde. Lovgivningen og forvaltningen fortsatte som hidtil.

## Tiden efter 2. verdenskrig: Færøerne under hjemmestyre
Efter 2. verdenskrig ønskede Færøerne ikke at vende tilbage til sin gamle status som et dansk amt. I efteråret 1945 rejste et lagtingsudvalg til Danmark for at forhandle med rigsmyndighederne om en ny forfatningsordning for Færøerne. Det, der kendetegnede udvalget, var, at det ikke forinden afrejsen fra Færøerne havde en fælles indstilling, som det forelagde for danskerne. Forhandlingerne sluttede med, at den danske regering fremlagde et forslag til styrelsesordning for udvalget med bemærkning om, at dette var det videste, man mente at kunne strække sig inden for grundlovens rammer. Herefter blev det bestemt at afholde folkeafstemning på Færøerne. Afstemningsformen var usædvanlig. Der blev ikke afholdt en folkeafstemning, hvor der skulle stemmes ja eller nej til det danske regeringsforslag til styrelsesordning. Der var kun to muligheder for vælgerne: enten at stemme for det danske regeringsforslag eller at stemme for løsrivelse mellem Færøerne og Danmark. Folkeafstemningen blev afholdt 14. september 1946. Resultatet blev 5.499 for regeringsforslaget, 5.660 for løsrivelse og 478 stemmer var ugyldige eller blanke. Valgret havde 17.540 svarende til, at 32,3% af den stemmeberettigede befolkning havde stemt for løsrivelse 31,4% havde støtte regeringsforslaget; 6.381 eller 36,4% havde ikke deltaget i afstemningen.
Fire dage senere, den 18. september, udråbte lagmand Thorstein Petersen Færøerne som en selvstændig nation. Oppositionen hævdede, at beslutningen var grundlovsstridig og fik støtte fra den danske regering. Som følge heraf besluttede den danske konge, Christian 10., at opløse det færøske lagting 23. september med støtte fra samtlige partier i Folketinget og at præcisere, at Danmark kun kunne godtage færøsk selvstændighed efter gensidig forhandling. Ved det efterfølgende valg var flertallet af partierne for samhørighed. Den nye lagtingsformand Jákup Frederik Øregaard udbragte en hyldest: Leve kongen, for Færøerne, for Danmark, hvilket ikke før var sket i lagtinget.

### Færøerne får hjemmestyre
Efter nye forhandlinger vedtoges den 23. marts 1948 hjemmestyreloven, hvorefter Færøerne blev et Selvstyrende Folkesamfund i Det Danske Rige. Færøsk blev anerkendt som officielt sprog, Færøerne fik egne pengesedler fra Danmarks Nationalbank, Merkið blev anerkendt som øernes officielle flag, og embedet som Lagmand Løgmaður (Færøernes statsminister) blev genindført; forsvars- og udenrigsspørgsmål var ikke omfattet af selvstyret. Danmark blev repræsenteret ved en rigsombudsmand.
Samme år blev det republikanske parti Tjóðveldisflokkurin dannet. Siden etablerede republikanere sig som den fjerdestørste politisk magt ved siden af Sambandsflokkurin, Javnaðarflokkurin og Fólkaflokkurin (grundlagt i 1940), mens Sjálvstýrisflokkurin mistede sin store betydning, da løsrivelseslejren nu valgte det højreorienterede Fólkaflokkurin, eller de venstreorienterede republikanere, mens samhørighedsfolk valgte Javnaðarflokkurin eller det mere højreorienterede Sambandsflokkurin.

### Næringsveje
Befolkningens fordeling efter næringsvej var fra 2. verdenskrig og frem til udvidelsen af den færøske økonomiske zone i 1977 følgende:
| År   | Landbrug gartneri | Fiskeri | Industri håndværk | Byggeri | Handel | Transport | Administration | Service | Uoplyst | Formue mm | I alt  |
| ---- | ----------------- | ------- | ----------------- | ------- | ------ | --------- | -------------- | ------- | ------- | --------- | ------ |
| 1945 | 1.995             | 10.408  | 4.527             | 1.728   | 2.253  | 2.827     | 1.196          | -       | 1.089   | 3.155     | 29.178 |
| 1950 | 1.631             | 11.499  | 5.552             | 2.261   | 3.064  | 2.846     | 1.472          | -       | 551     | 2.905     | 31.781 |
| 1960 | 1.461             | 11.044  | 6.645             | 2.277   | 3.028  | 3.857     | 1.839          | 411     | 451     | 3.583     | 34.596 |
| 1966 | 1.178             | 8.950   | 7.412             | 3.984   | 2.902  | 4.141     | 2.844          | 592     | 933     | 4.186     | 37.122 |
| 1970 | 935               | 8.242   | 7.660             | 3.836   | 3.500  | 4.255     | 3.583          | 646     | 1.429   | 4.526     | 38.612 |
| 1977 | 595               | 7.533   | 7.667             | 4.467   | 3.968  | 4.946     | 5.128          | 1.250   | 969     | 5.446     | 41.969 |

kilde: Statistisk Årbog 1960, 1965, 1970, 1975, 1980
Fiskeri var den vigtigste næringsvej med mere end en tredjedel af sysselsætningen mellem 1945 og 1960. I 1960'erne gik industri kraftigt frem (absolut, ikke relativt), heraf udgjorde næringsmiddelindustrien i 1977 en tredjedel med 2.567 ansatte mod 5.100 i resten af industrien, men industrien stagnerede i 1970'erne. Byggeri, handel, transport, administration og service var vedvarende i fremgang, mens landbrug og gartneri vedvarende var i aftagende.

### 1950'erne
Grundloven af 5. juni 1953 gav Færøerne to folkevalgte medlemmer af Folketinget. Tilsammen udgør Grundloven og hjemmestyreloven Færøernes forfatning.
Klaksvíkstriden i 1955 viste endnu engang, hvor paradoks den færøske politik kan være. Den vikarierende læge på Klaksvik sygehus, Olaf Halvorsen, blev i 1953 af Den Almindelige Danske Lægeforening anklaget for under 2.verdenskrig at have meldt sig til tjeneste som læge for SS. Klaksvíkingerne, som er kendt som løsrivelsesfolk, kæmpede for denne danske læge, fordi han skulle erstattes af en færøsk kollega. I stedet for at glæde sig over at få en landsmand, kritiserede de, at det var ikke deres eget valg men et diktat fra Tórshavn. Men inden den store militære konfrontation (200 politifolk var på vej, Klaksvíkingerne var allerede under våben og miner var udlagt i havnen), fandt man et politisk forlig. Men sagen stak dog langt dybere. Det handlede om Færøernes suverænitet.
Den 6. februar 1957 påbegyndte Færøernes radio Útvarp Føroya sine første regelmæssige udsendelser.

### 1960'erne
1960erne var en vigtig periode for det færøske samfunds udvikling. Fiskeflåden gennemgik en omfattende fornyelse. Gamle træskibe blev udskiftet med moderne trawlere. Dette skete samtidig med, at antallet af fiskere faldt med en fjerdedel fra 11.044 i 1960 til 8.242 i 1970.
Fangstmetodernes modernisering gjorde, at den samlede fiskeriproduktion blev fordoblet fra 1960 til 1970. Det var særlig sildefiskeriet, der forårsagede denne vækst.
Der blev i årtiet bygget en lang række filetfabrikker på øerne, som gjorde, at færingerne selv kunne bearbejde råvarerne med deraf følgende fortjeneste. Antallet af ansatte i industrien voksede med 15,3% fra 6.645 i 1960 til 7.660 i 1970 svarende til ca. en femtedel af den samlede befolkning. Gennem 1960'erne var Færøerne dermed et moderne industrisamfund.
Offentlige investeringer blev fordoblet i årtiet, og mange nye værdier blev skabt. Det skabte tillige nye arbejdspladser i bygge- og anlægssektoren.
I 1964 udvidedes fiskerigrænsen til 12. sømil.
Færøernes Universitet blev grundlagt i 1965.

### 1970'erne
I 1970 åbnede Færøernes Kunstmuseum. Siden 1970 har Færøerne haft deres egen repræsentant i Nordisk Råd, og i 1972 besluttede et enigt Lagting, at Færøerne ikke skulle følge Danmark ind i EF, da man selv ville have lov til at bestemme over fiskeriet, der var landets hovedindkomst.
Den 1. april 1975 udkom de første færøske frimærker ved Postverk Føroya.
I juni 1975 stiftedes Færøernes Kommunistiske Parti med nære relationer til det danske DKP (partiet fungerede indtil 1993)
Fiskerigrænsen blev fra 1977 udvidet til 200 sømil. Kun Island havde ligestilling ved fiskeri her, og det gjaldt omvendt også for Færøerne i de islandske farvande.

### 1980'erne
I 1983 åbnede Nordens Hus på Færøerne (Norðurlandahúsið) – landets arkitektoniske perle og største kulturcenter.
I 1984 fik Færøerne offentligt fjernsyn, da Sjónvarp Føroya (senere lagt sammen med Útvarp Føroya til Kringvarp Føroya) blev etableret. Nyhedsudsendelsen, "Dagur og vika", blev vist tre gange om ugen. Der blev samarbejdet med Danmarks Radio om at vise udsendelser, som før var blevet vist i DR.
Sea Shepherd ankom i Færøsk farvand i august 1986 for at forhindre færinger i at dræbe grindehvaler. Da kom det til voldsomme konfrontationer med færøsk (dansk) politi og det danske søværn, som affyrede tåregas mod aktivisternes skib, der til gengæld var omviklet med pigtråd for at forhindre politiet i at komme ombord. Aktivisterne hældte benzin ud på havet og affyrede nødraketter for at antænde den.
Kildeskat indførtes 1984, og i 1987 blev det danske tilskud til Færøernes økonomi omlagt til bloktilskud.
Orkanen i julen 1988 ødelagde blandt andet store dele af Viðarlundin, Færøernes største skov.
EF indgik frihandelsaftale med Færøerne i 1989, der oplevede en økonomisk krise.
Multisportsstævnet for øsamfund, Island Games startede i 1985, Færøerne var med fra start, og i 1989 var Færøerne vært for legene.

### 1990'erne
1992: Den restriktive alkohollovgivning fra 1928 modereredes af den første kvindelige lagmand Marita Petersen, som på daværende tidspunkt var minister. Alkoholloven er fra den 10. marts 1992. Nu kunne man købe øl, vin og spiritus uden rationering. Før fik færinger rationeringskort, hvormed de kunne bestille alkohol fra Danmark, f.eks. fra F. W. Kattrup eller Teilmann Vin. Rúsdrekkasøla Landsins, også kaldet Rúsan, åbnede i Tórshavn og andre steder rundt omkring på Færøerne, hvor alkoholiske drikke solgtes. Samtidig kunne restauranter og barer søge om tilladelse til udskænkning af alkohol, før var det kun tilladt i ølklubberne, hvor der krævedes medlemskab.
I 1992 trådte en ny handelsaftale med EU i kraft. Sagsområdet råstoffer i undergrunden (olie) overførtes fra København til Færøerne af statsminister Poul Schlüter. Færøerne har siden haft fuld kontrol med sine egne råstoffer. Det anses af samtiden som lagmand Atli P. Dams største politiske succes.
I 1993 opstod en diplomatisk krise med de britiske naboer, der søgte efter olie i færøske farvande. I 1999 indgik Danmark og Færøerne en aftale med Storbritannien om havgrænserne for landsoklen og fiskeriet.

### Finanskrisen på Færøerne 1989–1995
Efter en økonomisk stagnation i slutningen af 1970'erne og begyndelsen af 1980'erne, kom Færøerne ind i en højkonjunktur fra 1983. Efter at de borgerlige partier havde vundet lagtingsvalget 1980, gennemførte Ellefsens regering omfattende skattelettelser for privatpersoner og næringsliv, og der blev givet væsentlig flere licenser til fiskeopdræt på øerne: i 1980 var der kun givet to tilladelser til fiskeopdræt, mens der blev givet yderligere fire i 1982 og hele 14 i 1983. Enkelte gange i 1980'erne udgjorde eksporten af opdrættet fisk helt op imod 20% af Færøernes samlede eksport. I 1986 eksporterede Færøerne 2.500 ton opdrættet fisk. I 1988 var der 63 fiskeopdrætsanlæg i drift. Havfiskeriet var præget af gode fangster og gunstige priser, og der blev tillige investeret betragteligt i en yderligere udbygning af fangstkapaciteten. I 1987 nåede fiskeriet et højdepunkt med næsten 390.000 ton fisk. I 1986 oprettedes Færøernes tredje bank, den privatejede Fossbankin, der trak en del kunder til sig ved at love høje indskudsrenter.
Den økonomiske fremgang betød også en kraftig vækst i importen, hvilket resulterede i et stort underskud på Færøernes handels- og betalingsbalance. I 1989 begyndte konjunkturerne at vende, hvilket hurtigt førte til faldende priser og som i forbindelse med begrænsede fiskerettigheder i andre landes farvande førte til konkurser blandt redere, fiskeopdrættere, skibsværfter, servicenæringer og varehandelen i de følgende år.
I 1993 kom det frem, at den færøske økonomi og banksystemet var tæt på bankerot. Konkurserne i fiskeriet bidrog til, at Fossbankin gik konkurs. Lån på 2,7 milliarder kroner blev optaget i Danmark, og der blev indgået en aftale om tilbagebetaling af udlandsgælden. De to største banker, Føroya Banki og Sjóvinnubankin, blev i 1994 fusionerede under navnet Føroya Banki for at redde sig ud af truende konkurs. Den Danske Bank trak sig der efter ud af sit færøske engagement. I marts accepterede færøske forhandlere en plan, der gjorde landsstyret til ejer af Føroya Banki. I perioden 1992–1993 faldt lønningerne på Færøerne med 20 %, og 4.200-4.500 færinger (10 %) blev arbejdsløse. Omkring 10% af befolkningen udvandrede, heraf halvdelen til Danmark, og en del uden at vende tilbage. I 1995 nedsatte regeringen Poul Nyrup Rasmussen en undersøgelseskommission for at efterforske den færøske banksag. I 1998 udkom en 2.500 sider lange rapport. Færøerne krævede herefter 1,5 milliarder kroner i erstatning fra Danmark men fik kun 900 millioner. Færøerne blev ramt af økonomisk krise.

### Kulturlivet i 90'erne
1990'erne blev kendetegnet ved en styrkelse af det færøske kulturlivs selvhævdelse. I 1990 blev Kongsbogen tilbageleveret fra Sverige til Færøerne. Den indeholder blandt andet fårebrevet fra 1298. En anden original af brevet findes stadig i Lundsbogen ved Lunds Universitetet. I 1996 udkom med Faroese An Overview and Reference Grammar den første omfattende og videnskabelige bog om det færøske sprog, skrevet af en islænding og tre færinger. I 1998 udkom Føroysk Orðabók, Færøernes første ordbog, der kun var på modersmålet (og ikke dansk-færøsk-dansk). Derved var Færøerne den sidste skandinaviske nation, som fik sin egen rigtige ordbog.
Færingerne oplevede i 1997 uropførelsen af den danske film Barbara, som var den dyreste danske film hidtil.[kilde mangler] Filmen bygger på den færøske roman fra 1939 Barbara af Jørgen-Frantz Jacobsen. 
I 2002 kom Kirkjubø-stolegavlene og andre skatte tilbage fra Nationalmuseet i Danmark. På Ólavsøkan åbnede udstillingen af Færøernes middelalderlige klenodier på Færøernes Nationalmuseum.

### Den færøske kirke som internt anliggende
I 1993 fejrede Færøerne 1000 året for kristendommens indførelse. Indtil 2007 betalte den danske stat årligt 13 mio. kroner til folkekirken på Færøerne. Efter folkekirkens overdragelse til det færøske hjemmestyre den 29. juli 2007 betales udgifterne af de færøske skatteborgere.

### NORA
I 1996 stiftedes Det Nordiske Atlantsamarbejde (NORA) med sæde i Tórshavn.

### Olieboringer ved Lopra
I 1996 var der boringer efter olie ved Lopra, se Færøsk olieudvinding

## Færøerne efter år 2000: Selvstyre

### Løsrivelseskrisen
Der er for få eller ingen kildehenvisninger i afsnit "Løsrivelseskrisen", hvilket er et problem. Du kan hjælpe ved at angive troværdige kilder til de påstande, som fremføres.

Advokatundersøgelsen af den færøske banksag offentliggjort i 1998 skabte også øget spænding i forholdet mellem Færøerne og Danmark. Lagtingsvalget samme år skabte en flertal for Høgni Hoydals republikanere og Anfinn Kallsbergs Folkeparti. Efter valget gik Fólkaflokkurin (Folkeflokken), Tjóðveldi (Republikanerne) og Sjálvstýrisflokkurin (Selvstyrepartiet) sammen i regering. Et af landstyrets vigtigste mål var, at Færøerne blev en selvstændig stat. Regeringen forhandlede med Danmark om løsrivelsen. De danske krav var en hurtig overgangsordning på fire år, hvorefter bloktilskuddet skulle bortfalde. Færingerne var chokerede over udmeldingen og foreslog selv en overgangsordning på 10-15 år. Det totale sammenbrud i forhandlingerne skete i 2000. Samme år fik 12 olieselskaber 7 licenser til at søge efter olie ved Færøerne.
Den 1. februar 2001 besluttede landsstyret efter længere tids diskussion at sætte en køreplan mod suverænitet til folkeafstemning. Afstemningen skulle have fundet sted den 26. maj 2001, men lagmand Anfinn Kallsberg aflyste afstemningen, fordi den danske statsminister, Poul Nyrup Rasmussen, fortolkede den på en anden måde, end landsstyret havde lagt op til. Folkeafstemningen om Færøernes uafhængighed blev tillige opgivet, da det var klart, at regeringen ikke ville få flertal. Den danske SR-regering stod fast på en 4-årig frist til at afvikle bloktilskuddene, når Færøerne blev selvstændige. Men den nye VK-regering fra 2001 i København foreslog at støtte Færøerne i at finde nye veje i Rigsfælleskabet.
Ved Lagtingsvalget i 2002 blev koalitionen genvalgt, blandt andet fordi der få dage inden valget taltes om oliefund ved Færøerne. Men nu måtte regeringen styre efter en mere moderat kurs, da de havde Centerpartiet Miðflokkurin med om bord. I 2003 indtrådte en hastigt udviklende regeringskrise mellem Fólkaflokkurin og Tjóðveldisflokkurin, og der blev udskrevet nyvalg.
Efter valget i 2004 kom Javnaðarflokkurin igen i regering med partiets formand Jóannes Eidesgaard som Lagmand – i en koalition med Sambandsflokkurin og Fólkaflokkurin.
Den 29. marts 2005 nåede krisen mellem Færøerne og Danmark et foreløbigt slutpunkt, idet Jóannes Eidesgaard og den danske udenrigsminister Per Stig Møller i Fámjin underskrev Fámjinserklæringen, en fælles aftale om, at Færøerne fik ret til at deltage i alle internationale organisationer som associeret medlem og ret til at oprette egne repræsentationer på Danmarks ambassader. Den 31. august indgik Færøerne en aftale med Island om en fælles handelaftale. Den 2. september ophævedes alle told- og handelsbegrænsninger mellem de to lande. Samme år vedtoges overtagelsesloven til fremtidig regulering af Færøernes selvstyre.

### Overtagelsesloven og fuldmagtsloven: fra hjemmestyre til selvstyre
Med lov nr. 578 af 24. juni 2005 om de færøske myndigheders overtagelse af sager og sagsområder (overtagelsesloven), som er et supplement til hjemmestyreloven, indførtes en ny selvstyreordning for Færøerne. Overtagelsesloven trådte i kraft den 29. juli 2005. I henhold til loven skulle en række nye ansvarsområder overdrages fra rigsregeringen til hjemmestyret: advokatvirksomhed, person-, familie- og arveretten, politiet og anklagemyndigheden samt de hertil knyttede dele af strafferetsplejen, retsplejen, herunder oprettelse af domstole, strafferetten, formueret, industriel ejendomsret, kriminalforsorgen, folkekirken, luftfart, pas, udlændingeområdet og grænsekontrollen.
Sammen med grundloven udgør hjemmestyreloven og overtagelsesloven herefter grundlaget for Færøernes forfatningsmæssige stilling i riget. I overtagelseslovens præambel anføres, at loven hviler på en overenskomst mellem landsstyret og regeringen som to ligeværdige parter. Også efter lovens ikrafttræden vælges to af Folketingets medlemmer på Færøerne i henhold til grundlovens bestemmelser herom. Hovedformålet med indførelse af selvstyre har været at muliggøre en yderligere overførelse af forvaltnings og dermed ansvar til de færøske myndigheder i erkendelse af den særstilling, som Færøerne indtager i national, historisk og geografisk henseende inden for riget.
Myndighederne på Færøerne består fortsat af en folkevalgt forsamling, Lagtinget, samt en offentlig forvaltning, landsstyret, der er oprettet af Lagtinget. Hjemmestyreloven og overtagelsesloven indeholder ikke nærmere regler om disse organers sammensætning med mere men har overladt det til de færøske myndigheder selv at fastsætte bestemmelserne herom.
I hjemmestyreloven anerkendes det færøske sprog som hovedsproget, men dansk skal læres "godt og omhyggeligt". Dansk og færøsk anvendes på lige fod i offentlige forhold.
Ligeledes gennemførtes lov nr. 579 af 24. juni 2005 om Færøernes landsstyres indgåelse af folkeretlige aftaler (fuldmagtsloven), der trådte i kraft den 29. juli 2005. Med loven fik landsstyret mulighed for på rigets vegne at forhandle og indgå folkeretlige aftaler med fremmede stater og mellemfolkelige organisationer, herunder forvaltningsaftaler, som fuldt ud angår de sagsområder, der er overtaget af de færøske myndigheder. Ordningen omfatter ikke folkeretlige aftaler, som vedrører forsvars- og sikkerhedspolitikken, samt folkeretlige aftaler, som skal gælde for Danmark, eller som forhandles inden for en mellemfolkelig organisation, hvoraf Kongeriget Danmark er medlem.
Ifølge overtagelseslovens § 2, stk. 2, kunne disse sager og sagsområder overgå til de færøske myndigheder på tidspunkter, der fastsættes af de færøske myndigheder efter forhandling med de danske myndigheder:
1. Advokatvirksomhed.
2. Folkekirken.
3. Formueretten.
4. Den industrielle ejendomsret.
5. Kriminalforsorgen.
6. Luftfart.
7. Pas.
8. Person-, familie- og arveretten.
9. Politiet og anklagemyndigheden samt de hertil knyttede dele af strafferetsplejen.
10. Retsplejen, herunder oprettelse af domstole.
11. Strafferetten.
12. Udlændingeområdet og grænsekontrollen.

Derudover nævnes i § 6 at:
De færøske myndigheder kan efter aftale med de danske myndigheder overtage Vágar Lufthavn og ansvaret for driften heraf.
Sager, som færøske myndigheder ikke kan overtage efter Overtagelsesloven, omfatter:
1. Statsforfatningen.
2. Statsborgerskab.
3. Højesteret.
4. Udenrigs-, sikkerheds- og forsvarspolitik.
5. Valuta- og pengepolitik.

### Færøerne bindes sammen
I december 2002 åbnede den 4,9 kilometer lange Vágartunnelen (Vágatunnilin), som er Færøernes første undersøiske tunnel. Den forbinder øen Vágar, hvor Færøernes eneste lufthavn er, med Færøernes største ø, Streymoy, hvor hovedstaden Thorshavn ligger. Efter Vágartunnelens åbning tager det kun ca. 45 minutter i personbil at køre fra Thorshavn til lufthavnen. I april 2006 åbnede den 6,2 kilometer lange Nordøtunnelen Norðoyartunnilin mellem Leirvik og Klaksvik. Dermed blev ca. 86% af færingerne forbundet med et sammenhængende vejsystem. Øerne Suderø (Suðuroy) og Sandø (Sandoy) er de største og mest befolkede øer, som ikke har vejforbindelse til Thorshavn. Der er planlagt to undersøiske tunneler, som ifølge planerne skal åbne i 2021. Sandoyartunnelen (Sandoyartunnilin) vil forbinde øen Sandø med øen Strømø. Eysturoyartunnilin (Østerøtunnelen) vil forbinde bygderne på begge sider af Skálafjorden (på Østerø) med hovedstaden Tórshavn (Strømø). Arbejdet startede i 2016, boringen starter den 21. februar 2017.

### Vágar Lufthavn overtages og udbygges
Færøerne overtog ejerskabet og driften af Vágar Lufthavn i 2007 fra danske myndigheder. Der blev indgået aftale mellem danske og færøske myndigheder om, at Investeringsfonden for Færøerne skulle finansiere de nødvendige udbygninger af Vágar Lufthavn, som færøske myndigheder ønskede, bl.a. forlængelse af landingsbanen og bygning af ny terminal. I december 2011 blev Vágar Lufthavn udbygget, banen som før var 1.250 meter lang blev forlænget til 1.799 meter. Den 27. september 2012 blev kontrakt underskrevet med Articon om bygning af ny terminal. Den 16. juni 2014 blev den nye terminal afhændet til Vága Floghavn (Vágar Lufthavn).

### Der uddeles og handles med fiskekvoter
Færøerne er en lille nation men har store rigdomme i form af fisk i havet omkring Færøerne. Færøske fiskeskibe fisker et ton for hver 160 tons på verdensplan.
Der er uenighed mellem de forskellige politiske partier om fiskeripolitikken. Der er også uenighed mellem de enkelte lagtingsmedlemmer indenfor hvert af partierne. I 2010 fastsatte Færøerne sine egne makrelkvoter, da forhandlinger med EU og de andre strandlande ikke førte til nogen aftale. I 2011 forhøjede Færøerne egne makrelkvoter til 10%, hvilket førte til stor utilfredshed hos EU og Færøernes nabolande i Nordatlanten. Enkelte partier går ind for, at kvoterne sælges således, at den færøske landskasse får indtægter ved salget. Fólkaflokkurin fastholder, at kvoterne ikke skal sælges men uddeles af fiskeriministeren. Der er blevet rejst kritik af måden, hvorpå kvoterne uddeles. Det er fiskeriministeren Jacob Vestergaard og en gruppe mandlige lagtingsmedlemmer fra koalitionen samt lagmand Kaj Leo Johannesen, som mødes for at diskutere, hvordan kvoterne skal fordeles. Kringvarp Føroya sendte første af tre episoder af en dokumentarserie, som handler om fiskeripolitikken. I udsendelsen blev der sagt, at flere af politikerne, som var i gruppen, der diskuterede, hvordan kvoterne skulle fordeles, var i familie med eller havde tætte relationer med flere af de redere, som modtog kvoter. Fx er Jákup Mikkelsen svoger og tidligere kollega til Hanus Hansen, som er reder og næstformand for Færøernes Rederiforening, Bill Justinussen er bror til rederen Ludvík við Stein. Alfred Olsen er far til rederen Johannes Martin Olsen og farbror til Anfinn Olsen, som er formand for rederiforeningen.
Kvoterne blev først delt ud til de tre rederier, som ejede notskibe i 2010: Varðin fra Gøta, Christian í Grótinum fra Klaksvík, som har færøske og hollandske ejere og Framherji fra Fuglafjørður, som har færøske og islandske ejere. Året efter, i 2011, forlod Fólkaflokkurin regeringen, og en mindretalsregering satte sig for at sælge en del af kvoterne på auktion. Det viste sig bare senere, at det ikke udelukkende var en succes, da en stor del af kvoterne viste sig at være blevet solgt til Kina via en færøsk stråmand, som kun ejede en mindre notbåd, som ikke ville kunne klare at fiske den store kvote. Det store kinesiske modtagerskib Lafayette sejlede til Færøerne ind til Skálafjørður i 2011, hvor nogle få unge færøske mænd fik arbejde ombord sammen med flere hundrede kinesere. Lønnen, de fik, viste sig at være mindre end hvad, færøske aftaler med fagforeninger ellers fastsatte. Lagtinget vedtog i 2012 en lov som krævede, at udenlandske modtagerskibe skulle betale 2 kroner per kilo af færøsk makrel, det gjorde, at interessen fra udenlandske modtagerskibe blev væsentlig mindre, end før loven trådte i kraft, og det endte med, at de udeblev helt.
Ifølge Hagstova Føroya (Færøernes Statistik) voksede landskassens underskud med 1,3 milliarder de første fire år efter, at Færøerne fastsatte deres egen makrelkvote i 2010. I samme periode voksede de tre notskib rederiers aktiver med 1,2 milliarder. Ti færøske familier ejer de tre rederier, hver af disse ti familier blev i gennemsnit 72 millioner rigere fra 2010 til 2013 ifølge de offentlige regnskaber. Mandskabets minimums løndel per person, årlig hyre (manningarpartur) med notskibene lå fra 950.000 til 2,3 millioner.
Færøernes ekport er vokset med to milliarder på fem år fra 4,1 milliarder i 2009 til 6,1 milliarder i 2013. I 2013 fiskede færøske skib 150.000 tons makrel, som svarede til ca. 23% af den samlede makrelkvote i Europa.
Færøske økonomer vurderer, at skibene som har fisket makrel har haft usædvanligt overskud, som efter deres vurdering burde være endt i den færøske landskasse i stedet for som profit for de få familier, som ejer skibene. En af økonomerne, Kári Petersen, kritiserede måden, kvoterne blev uddelt på. Han sagde, at de blev uddelt til de rederier, som tilfældigvis ejede notskibe, mens andre, som ejede andre typer af skibe, ikke fik nogen andel af kvoterne. Han sammenlignede det med, at hvis der nu blev fundet guld for nogle milliarder et sted på Færøerne, at politikerne så besluttede, at kun de 10 personer, der ejede en gravko kunne få licens til at grave efter guldet. Han mente, at landskassen burde have fået ca. 600 millioner ved at sælge kvoterne ved auktion.
Andre skibe har senere fået andel af makrelkvoterne, som blev fordelt på ny, hvor notskibene fik 68% og industriskibe fik 11%. Flere af de rederier, som har fået tildelt makrelkvoter gratis fra Færøernes Landsstyre, vælger at sælge skibet med kvoten for meget mere, end skibet er værd. På den måde er kvoterne blevet en handelsvare, som nogle får forærende fra landet og derefter sælger videre med stor gevinst.

### Pelagiske virksomheder bygges
I 2011-12 blev en pelagisk fabrik, Varðin Pelagic, bygget i Tvøroyri, det skaffede ca. 100 nye arbejdspladser, som skabte ny optimisme på Suðuroy, der har problemer med forholdsvis stor fraflytning, manglende arbejdspladser og forholdsvis stor arbejdsløshed i forhold til de centrale område af Færøerne. Det var Varðin fra Gøta, der sammen med lokale byggede fabrikken, som åbnede i august 2012. I 2014 blev en lignende fabrik bygget i Fuglafjørður, som ligger i den nordlige del af Eysturoy. Fabrikken hedder Pelagos og ejes a/s Pelagos, som blev etableret af Havsbrún, Framherji og Palli hjá Mariannu med en startkapital på 50 millioner kr.

### Havbrugene effektiviseres
Siden 2011 er der kun tre store virksomheder, som ejer alle rettighederne til lakseopdræt på Færøerne, de tre er: Bakkafrost, Luna (brandet hedder Hiddenfjord) og Marine Harvest Faroes, som er datterselskab af den norske gigant Marine Harvest. Det er kun Luna, som endnu (2015) er rent færøsk ejet. Oprindelig var Bakkafrost rent færøsk ejet, da virksomheden blev etableret i 1968 af de to brødre Hans og Róland Jacobsen (á Bakka) fra bygden Glyvrar, men nordmænd har købt sig ind i foretagendet, efter at Bakkafrost blev registreret hos Børsen i Oslo i 2010. I oktober 2010 købte SalMar ASA 21,76 % av aktierne i Bakkafrost.

### EU og Norge boykot imod Færøerne
Færøerne og EU var uenige om lakse- og sildekvoter, siden Færøerne i 2010 fastsatte sine egne kvoter, efter at det ikke lykkedes at forhandle sig til kvoter og efter, at makrellen ændrede vaner og nu svømmede omkring Færøerne. Kvoterne, som Færøerne gav sig selv, blev fisket i eget havområde. I 2010 var den færøske kvote 5%, som svarede til 15.000 tons, de ønskede dog 15%. I 2011 fastsatte den færøske fiskeriminister, Jacob Vestergaard, Færøernes makrelkvoter til 150.000 tons, iberegnet kvoter, som Island og Rusland fik i gensidige forhandlinger og makrelfiskeri til videnskabeligt formål.

### Færøerne ikke en del af boykot imod Rusland
I 2014 iværksatte EU og Norge boykot imod Rusland, som til gengæld iværksatte straffesanktioner imod EU og Norge. Færøerne som selv var blevet udsat for boykot af EU fra 31. august 2013 til august 2014 valgte ikke at være en del af boykottet. I stedet rejste lagmand Kaj Leo Johannesen til Moskva for at forhandle om færøsk eksport af laks til Rusland. Det skabte en del debat både i Færøerne, Danmark og Norge.

### Dansk lov diskriminerede færinger og grønlændere
Fra 1. januar 2012 trådte en ny dansk lov i kraft, som viste sig at gøre forskel mellem danske statsborgere fra Danmark, Færøerne og Grønland, hvor borgere fra Færøerne og Grønland, der flyttede til Danmark, ikke havde samme ret til familieydelser på baggrund af optjeningsprincippet. Færinger og grønlændere kom i samme kategori som indvandrere, selv om de var danske statsborgere. Personer, som flyttede til Danmark i 2012, skulle ifølge loven opfylde kravet om at have boet i Danmark I oktober 2014 blev der rettet på uligheden, og færinger og grønlændere, som ellers opfyldte betingelserne til familieydelser og som flyttede til Danmark i 2012, kunne nu få familieydelserne med tilbagevirkende kraft tilbage til 1. januar 2012. Bopæl i Færøerne og Grønland blev ligestillet med bopæl i Danmark. Det færøske folketingsmedlem, Edmund Joensen, og det grønlandske folketingsmedlem, Sara Olsvig, havde i en periode lagt pres på skatteministeren, for at færinger og grønlændere, der flyttede til Danmark, blev ligestillet med danskere i Danmark. Lovændringen ville koste statskassen ca. 7 millioner kroner.

### Landsbanken nedlægges
I december 2012 vedtog lagtinget, at Færøernes Landsbank (ville svare til nationalbanken, hvis Færøerne var selvstændig stat) skulle nedlægges. Lagtinget ønskede at spare penge og at overføre landsbankens funktioner til andre offentlige institutioner, f.eks. Hagstovan (Færøernes Statistik). Landsstyrekoalitionen begrundede nedlæggelsen med, at der kunne gennemføres besparelser, og oppositionen kritiserede bl.a. landsstyrekoalitionen for at modarbejde uafhængig økonomisk rådgivning. Landsbanken skulle bl.a. udarbejde rapporter om Færøernes økonomiske situation, forvalte en del af det offentliges likviditet samt være sekretariat for Færøernes Økonomiske Råd. Lovforslaget blev vedtaget med 19 stemmer for og 14 imod. Der er i alt 33 medlemmer i Færøernes Lagting. Før loven blev vedtaget, forsøgte oppositionen at få sagen udsat, men det nægtede formandskabet. Færøernes finansminister, Jørgen Niclasen, ønskede, at Landsbanken skulle nedlægges allerede fra 1. januar 2013, men et flertal af Lagtingets Finansudvalg vedtog at ændre datoen til 1. april 2013. Der var en del offentlig debat og protester i Færøerne både før og efter, at lovforslaget blev forelagt Lagtinget. Færøernes Arbejdsgiverforening (Føroya Arbeiðsgevarafelag) advarede mod at nedlægge Landsbanken og spurgte, hvem der så skulle stå for uafhængige økonomiske udredninger af Færøernes økonomi.

### Efterlønreform med tvungen efterløn
Kaj Leo Johannesens 2. regering indførte en pensionsreform, som trådte i kraft den 1. januar 2014. Lovforslaget til den nye efterlønslov blev vedtaget af Lagtinget den 14. maj 2013, Ifølge TAKS (Færøernes Told og Skat) var der ca. 3000-4000 færøske lønmodtagere, som ikke havde nogen efterlønsopsparing. Efterlønsloven går ud på, at alle som ikke har egen pensionsopsparing, hvor enten arbejdsgiveren eller arbejdstageren selv betaler ind på en efterlønkonto/ordning, fremover skal tvinges til selv at betale til deres egen efterlønsordning. Fra 1. januar 2014, blev alle indtægter over 3000 kroner trukket med 1%, som skulle gå til en efterlønsordning, som lønmodtageren selv har valgt. I 2015 steg egenbetalingen til efterløn af ikke-pensionsgivende indtægter til 2%, og bagatelgrænsen blev sænket til 1500 kroner. Tvungen efterløn forhøjes med 1% hvert år, indtil man når op på 15% i 2028. Årsagen, til at politikerne har indført pensionsreformen, er, at tallet af ældre færinger øges, mens børnetallet formindskes. Fremregninger viser, at landet ikke kommer til at få råd til at betale folkepension til alle i fremtiden. Socialminister Annika Olsen og Kaj Leo Johannesens 2. regering har haft til hensigt at forhøje folkepensionsalderen, som på Færøerne er 67 år og dermed en af de højeste i verden, først til 68 år i 2013 og derefter til 69 år i 2016 for med tiden at ende på 70 år. Det blev dog ikke gennemført. Arne Thorsteinsson, formand for Færøernes Pensionistorganisation, advarede i september 2014 færinger mod at afskaffe folkepensionen for alle og i stedet ændre den til en almissepension, som den var før i tiden.
Planen er på et tidspunkt at aftrappe eller ændre folkepensionen, således at den kun tildeles personer, der pga. uarbejdsførlighed, længere tids arbejdsløshed m.m. ikke har haft mulighed for at spare op til egen efterløn/pension. Ordningen tager ikke højde for, om en person har en ordning i sit hovederhverv. En lærer eller en kontorfunktionær kan f.eks. have en god efterlønsordning, hvor arbejdsgiveren betaler 15% i efterløn til lønmodtageren, men hvis læreren så har et bierhverv, hvor han eller hun fx underviser på aftenskole eller er byrådsmedlem, så skal vedkommende alligevel selv betale til en efterlønsordning af disse sidebeskæftigelser. Alle lønkontorer må oprette efterlønkonti til alle ansatte også til de personer, som ikke er berettiget til efterløn fra arbejdsgiveren, så skal de i stedet selv betale tvungen efterløn, som arbejdsgiveren trækker af den ansattes løn. Hvis det ikke bliver gjort, så går lønnen ikke igennem, når den skal udbetales fra banken. Der er dog nogle undtagelser i følge Efterlønlovens paragraf 3, som fastsætter bestemmelser om, at visse indtægter ikke skal betale til tvungen efterlønordning, disse undtagelser er fx legater, uddannelsesstøtte, pensioner, børnebidrag og bistandshjælp.

### Færøernes første milliardærfamilie
I 2014 fik Færøerne den første "milliardærfamilie", da aktierne i lakseopdrætsvirksomheden Bakkafrost voksede så meget, at direktøren for Bakkafrost, Regin Jacobsen, og hans mor, Oddvør Jacobsen, ejede aktier for 1,1 milliard kroner. Bakkafrost havde på det tidspunkt en værdi af 6,1 milliard danske kroner. Værdiøgningen skete efter, at EU og Norge valgte at boykotte Rusland på grund af krigen i Ukraine, og Rusland til gengæld iværksatte straffesanktioner imod EU og Norge. Mens Danmark og resten af EU var ramt af russiske straffesanktioner, rejste den færøske regeringschef, Kaj Leo Johannesen, til Moskva for at forhandle om øget færøsk eksport til Rusland. Danmarks udenrigsminister Martin Lidegaard (R) advarede Færøerne om ikke at udnytte situationen.

### Færøernes finansminister beskyldt for toldsvindel
I december 2013 begyndte journalisten Sveinur Tróndarson at skrive om en gammel toldsag, som medierne ikke havde fået indsigt i før i 2013. Der var tale om en sag mod familiefirmaet N. Niclasen i Sørvágur, hvor Færøernes nuværende finansminister og formand for partiet Fólkaflokkurin, Jørgen Niclasen, var direktør fra 1989. Sagen handler om perioden fra slutningen af 1980'erne til midten af 1990'erne. Tróndarsson havde en særlig indsigt i sagen, da han i netop den periode havde arbejdet for Færøernes Landsrevision (hvilket kan sammenlignes med Rigsrevisionen i Danmark). Tróndarson var i starten af 1990'erne med til at finde frem til, at der var noget helt galt hos det familieejede firma N.Niclasen i Sørvágur, og at de havde solgt varer, som ikke var tolddeklarerede. Tróndarson brugte ord som snyd i overskrifter, da han skrev om sagen for Portal.fo, hvor han var ansvarshavende redaktør.
Den 17. januar 2014 valgte Niclasen at invitere til et pressemøde for de færøske medier sammen med sin advokat, Christian Andreasen. Til pressemødet sagde han blandt andet, at han var blevet anklaget for at have snydt i told, og at det ville han tilbagevise. Han sagde, at anklagerne fra medierne havde intet med virkeligheden at gøre. Der er blevet betalt told i al min tid, sagde han, og fortsatte: Det vigtigste er, at jeg som direktør for familieforetagendet holdt landets love. Niclasen forsvarede sig med, at årsagen til, at han og hans firma havde solgt varer, hvor told ikke var betalt først, skyldtes, at de troede, at de havde en toldkredit. Så snart som han i 1992 havde fået oplyst, at toldkreditten var udløbet, så holdt han op med at sælge varer, som ikke havde været igennem toldmyndighederne, og N. Niclasen betalte så meget told ,som man overhovedet orkede. Hans advokat, Christian Andreasen, fremlagde en forklaring, som medierne fik udleveret, umiddelbart før pressemødet startede.
Nogle måneder senere producerede Færøernes Fjernsyn og Radio, Kringvarp Føroya, en udsendelse som kaldtes Tollmálið og som fortalte om Toldsagen, denne blev vist i fjernsynet af kvf.fo i maj 2014.
I TV-dokumentarprogrammet kom det frem, at Tróndarson havde været på uanmeldt lagereftersyn rundt omkring på Færøerne for Færøernes toldmyndigheder i august 1992 og fandt da i lageret hos Skipafelagið i Sørvágur, som lå i samme bygning som firmaet N. Niclasen, nogle mistænkelige lister med oversigt over varer, og han vidste ikke, hvad disse lister betød. Da han spurgte folk på stedet om, hvad det betød, fik han ikke noget svar. Der var flere sider med flere hundrede posteringer. Dagen efter rejste Tróndarson til en toldafdeling i Klaksvík, og der fandt han en side, med 5-6 posteringer, som lignede dem, han havde set i Sørvágur. Da han spurgte, hvad denne liste betød, fik han at vide, at der manglede nogle dokumenter vedrørende disse varer, og derfor var varerne endnu ikke tolddeklarerede. Da der fandtes lister med over 300 varer, som ikke var told deklarerede i Sørvágur, burde lageret være fyldt med varer, men det viste sig, da toldmyndighederne besøgte stedet endnu engang, at lageret var fuldstændig tømt for varer. De fik at vide, at varerne var blevet solgt, uden at de var blevet tolddeklarerede først.

#### Mistillidsvotum
Få dage efter, at dokumentaren Toldsagen var blevet vist i KVF, lagde oppositionspartierne i Lagtinget et forslag om mistillidsvotum mod Jørgen Niclasen, det skete den 28. maj 2014. Forslaget blev nedstemt.

#### Ministeren sagsøgte fire journalister for injurier
Nogle dage senere, valgte Niclasen at sagsøge fire færøske journalister for æreskrænkelse, de var Sveinur Tróndarson, forhenværende ansvarshavende redaktør for Portal.fo, Dia Midjord, ansvarshavende redaktør for Kringvarp Føroya (KVF), Liljan Weihe, nyhedsredaktør for KVF og Jan Lamhauge, journalist fra KVF.
Sagen mod de fire journalister kom for retten den 16. februar 2015.

#### De fire journalister fundet skyldige i injurier
Den 25. februar 2015 faldt domfældelse i sagen. Jørgen Niclasen vandt sagen, og journalisterne tabte. Journalisterne blev dømt til at betale henholdsvis 20 og 10 dagbøder på 1000 kroner. Derudover blev de sagsøgte, Hans Andrias Midjord, Liljan Weihe, Jan Lamhauge og Sveinur Tróndarson dømt til som solidarisk hæftelse at betale sagsøgeren 50.000 kr., dog skulle sagsøgte Jan Lamhauge maksimalt betale 5.000 kr. Derudover skulle de sagsøgte inden 14 dage betale sagsomkostninger til sagsøger, Jørgen Niclasen, med 75.000 kr. Sveinur Tróndarson valgte at anke dommen til Landsretten.
Dommeren Søren Seerup mente, at toldsagen var aktuel og relevant for de færøske medier, men at måden, de valgte at fortælle om sagen, burde have været anderledes. Journalisterne blev senere frifundet ved Landsretten, og Jørgen Niclassen blev dømt til at betale modpartens sagsomkostninger. Jørgen Niclassen prøvede at få sagen for Højesteret, men 5. april 2016 afgjorde Procesbevillingsnævnet, at sagen ikke kunne appelleres til Højesteret. Dommen i Landsretten står derved ved magt.

### Ældreområdet lægges ud til kommunerne i 2015
Kaj Leo Johannesens anden regering og et flertal af Lagtinget vedtog i 2014 at ældreområdet, som indil da havde hørt under Færøernes Landsstyre, skulle lægges ud til kommunale enheder at administrere. Der blev oprettet syv kommunale enheder, som fra 1. januar 2015 skal administrere alt vedrørende personer, som er 67 år og ældre. De syv enheder er:
- Kommunerne i Norðoyar
- Runavíkar, Nes og Sjóvar kommuner (Eysturoy)
- Eysturkommuna og Fuglafjarðar kommuner (Eysturoy)
- Sørvágs og Vága kommuner
- Vestmanna, Eiðis, Kvívíkar og Sunda kommuner (Nordstrømø og en del af Nordøsterø)
- Kommunerne i Sandoy
- Kommunerne i Suðuroy

### Færøerne deltager i internationale sportsstævner
Færøerne har deltaget i internationale sportsstævner indenfor flere sportsgrene og har både haft gode og dårlige resultater. Det bedste eksempel på gode resultater internationalt er indenfor svømning, hvor Pál Joensen har vundet sølv og bronze medaljer ved EM og VM i svømning og tre guldmedaljer ved EM for juniorer, han har også sat nordisk rekord i 1500 m fri og 800 m fri. Han deltog ved OL som den første færing indenfor svømning og som den anden færing overhovedet, næst efter Katrin Olsen, som deltog for Danmark indenfor roning. Joensen deltog også for Danmark, da Færøerne ikke er blevet godtaget af den olympiske komite med den begrundelse, at Færøerne ikke er en selvstændig nation. Færinger må derfor deltage for Danmark, hvis de klarer at kvalificere sig til OL. Færøerne blev medlem af FIFA i 1988 og UEFA i 1990. Resultaterne har generelt været tab, nogle gange store tab, men enkelte overraskende resultater har der også været. F.eks. da Færøerne spillede deres allerførste EM kvalifikationskamp mod Østrig på udebane, klarede de at vinde 1-0 mod Østrig. Færøerne har endnu aldrig opnået at kvalificere sig til EM eller VM slutrunder. I 2014 overraskede Færøerne igen, denne gang med Lars Olsen som træner, ved at vinde 1-0 på udebane mod Grækenland, der på det tidspunkt lå som nummer 12 på verdensranglisten. Det var et af de mest overraskende resultater i fodboldens nyere historie, blev der sagt efter kampen.
Færøerne har deltaget ved Island Games siden legene startede i 1985, i 2009 vandt Færøerne Island Games med 34 guld medaljer, 23 sølv og 24 bronze.

### Homoseksuelles rettigheder
Færøerne er det eneste land i Norden, som ikke tillader to af samme køn at gifte sig med hinanden. Udover Færøerne er Italien det eneste sted i Vesteuropa, der ikke tillader ægteskab eller registreret partnerskab mellem to af samme køn. Et forslag blev fremsat i lagtinget i 2012 af dele af oppositionen, men det blev nedstemt af daværende borgerlige regeringspartier. I september 2015 blev der for første gang valgt en åbent homoseksuel færing i lagtinget, da Sonja Jógvansdóttir fik næstflest stemmer bland Javnaðarflokkurins kandidater, kun overgået af formanden, Aksel V. Johannnesen. Der opstod dog uenigheder få dage efter valget, og dagen efter at den nye regering var blevet udnævnt, forlod hun partiet og udtalte, at hun ikke kunne være medlem af et parti, der blev domineret af nogle få, homofobiske mænd. Hun ønskede at lægge et forslag for lagtinget, som giver to af samme køn ret til borgerlig vielse eller have samme rettigheder, som ægtepar af forskelligt køn havde. Andre lagtingsmedlemmer ønskede at være med til at lægge forslaget for lagtinget og mente derved, at der var større sandsynlighed for at få det vedtaget, hvis det blev lagt frem af medlemmer af flere partier. Lovforslaget blev lagt frem af Sonja Jógvansdóttir (løsgænger), Kristianna Winther Poulsen (JF), Hanna Jensen (F) og Bjørt Samuelsen (T) i slutningen af september 2015. Det var ret kompliceret, og derfor brugte Lagtingets administration knap to måneder til at undersøge, hvordan proceduren skulle være. Der var i starten tale om tre forslag, men efter at den øverste ledelse for den færøske folkekirke sagde, at de ikke ønskede, at Lagtinget lovgav om kirkelige forhold, så valgte de fire lagtingskvinder at trække det tredje forslag tilbage, som handlede om, at homoseksuelle par skulle have lov til at blive gift i kirken.
De to lovforslag kom til første behandling i november 2015, hvor det blev besluttet, at det skulle behandles i Velfærdskomiteen og i Retsudvalget. Lovforslagene kom til anden behandling den 13. marts 2016, men der kunne ikke opnås enighed om § 15, stk. 2 i den danske ægteskabslov, hvor der står, at borgerligt gifte ægtepar har ret til at få deres ægteskab velsignet i kirken. Lige præcis den formulering skabet megen debat i lagtinget og i det færøske samfund. De fire lagtingskvinder forventede ikke, at lovforslagene ville have nogen chance for at blive vedtaget, hvis de homoseksuelle par også fik lov til at blive gift i kirken eller få deres ægteskab velsignet i kirken. Derfor kom de med et ændringsforslag ved anden behandling den 13. marts 2016, men der var så meget modstand og kunne ikke opnås flertal, at de valgte at stemme for et forslag fra nogle af oppositionens medlemmer om at sende forslaget tilbage til udvalgene. Velfærdsudvalget havde 24 møder, hvor de diskuterede og indkaldte forskellige relevante personer, bl.a. biskoppen. Lovforslaget kom for anden gang til anden behandling i Lagtinget den 26. april 2016. Der var stadig megen modstand mod forslaget både fra oppositionen og fra regeringspartierne. Heðin Mortensen fra Javnaðarflokkurin valgte at komme med et forslag om, at lovforslaget skulle til folkeafstemning, men han fik ikke flertal for det, og det skabte en regeringskrise, der dog blev kortvarig, da han valgte at trække forslaget tilbage, og da Bill Justinussen lagde samme forslag for lagtinget umiddelbart efter, valgte han at stemme imod, sammen med alle medlemmer af regeringskoalitionen og løsgængeren Sonja Jógvansdóttir. Da forslaget om ægteskabsloven kom til afstemning, var der et flertal, der stemte ja med 19 for og 14 imod. Forslaget kom til tredje og sidste behandling i Lagtinget den 29. april 2016. Her blev det vedtaget og skal nu forelægges Folketinget. Hvis de stemmer for, skal den færøske indenrigsminister forhandle med den danske minister om, hvordan man får enten fjernet §15, stk. 2 eller omformuleret det, således at ægtepar af samme køn ikke kan få deres ægteskab velsignet i kirken. I § 67 står der "Loven gælder ikke for Færøerne og Grønland, men kan ved kgl. anordning sættes i kraft for disse landsdele med de afvigelser, som de særlige færøske eller grønlandske forhold tilsiger".
Lovændringen i ægteskabslovens § 15, stk. 2, som Lagtinget mente at Folketinget måtte tage stilling til, eftersom der er tale om en dansk lov, blev ikke lagt for Folketinget, fordi danske myndigheder mente, at det var færinger selv, der måtte tage stilling til om borgerligt gifte par kunne få kirkelig velsignelse eller ej, eftersom den færøske folkekirke nu er færøsk og ikke dansk. Færøske myndigheder har siden diskuteret, om dette kunne være rigtigt. Færøernes Kulturministerium mente, at det ikke var rigtigt, mens Lagmandens Kontor var enige med de danske myndigheder. I januar 2017 blev forslaget til lovændring af Ægteskabsloven sendt til høring, ændringen gik ud på at fjerne § 15, stk. 2. Som svar på høringsskrivelsen fra Rigmor Dam, Færøernes kulturminister, svarede Føroya Stiftsstjórn, Færøernes Præsteforening og Foreningen for kirkerådsmedlemmer, at de anbefalede at forslaget om at fjerne § 15, stk. 2 fra ægteskabsloven ikke blev vedtaget. Dette fordi kirken ikke havde været med til at lave loven, og at de ikke ønskede, at et borgerligt viet ægtepar som bestod af mand og kone, og som hidtil havde haft lovlig ret til at få deres borgerlige ægteskab velsignet af kirken, skulle miste denne ret. Rigmor Dam har derfor lavet et nyt forslag, der siger:
"Ægtepar i borgerligt etableret ægteskab kan, dersom folkekirken har lovgyldigt ritual til formålet, lade sognepræsten velsigne ægteskabet. Ministeren fastsætter detaljerede regler om dette."

### Eik Banks skattesag
Den færøske bank Eik Bank ansøgte TAKS (Færøernes Told og Skat) om og fået bevilget et goodwill skattefradrag på rundt regnet en halv mia. kr., der har en værdi af 90 mio. kr. Men ifølge Jørn Astrup Hansen, der er tidligere bankoprydder og direktør for tre færøske konkurs-truede banker, først Sjóvinnubankin (1993), dernæst Føroya Banki (1994-2005) og til sidst Eik Banki (2010-11), var skattefradraget næppe berettiget, fordi det ikke var den nye Eik Bank, der havde tabt pengene men derimod Finansiel Stabilitet og den danske stat. Også Eik Banks dengang eksterne revisorer, revisionsselskabet KPMG, såede tvivl om berettigelsen. Eik Bank har siden afskediget KPMG og fået et andet revisionsselskab og i 2016 valgte banken at sagsøge Jørn Astrup Hansen for bagvaskelse, det skete kort tid efter, at Astrup tog sig ud af bestyrelsen for Eik i januar 2016. Hvis Astrup findes skyldig, kan han risikere to års fængsel.
Baggrunden for Eik Banks skattesag er, at den oprindelige Eik Bank gik konkurs i 2010 og blev overtaget af Finansiel Stabilitet, der indskød to mia. kr. i et nystiftet selskab, som overtog bankens aktiver og passiver. Efter en gennemgang af aktiverne i den konkursramte Eik Bank nedskrev Finansiel Stabilitet aktiverne med 514 mio. kr. Dette tab blev dækket af landets banker i henhold til Bankpakke 1. Dernæst købte det færøske selskab TF Holding den nye Eik Bank, af Finansiel Stabilitet. Eik Banks nye ledelse og bestyrelse med tidligere nationalbankdirektør Torben Nielsen som formand, mente, at nedskrivningen på en halv milliard kroner kunne trækkes fra i den nye banks skattepligtige indkomst. Det var Jørn Astrup ikke enig i. Han mente ikke, at den nye bank kunne få fradrag for et tab, som Finansiel Stabilitet allerede havde afholdt og trukket fra i skat.
TAKS godkendte i første omgang fradraget. Men efter at det kom frem, bl.a. fra Jørn Astrup Hansen, at Eik Bank næppe havde ret til fradraget, genoptog TAKS vurderingen af sagen i februar 2016. Efter at have vurderet sagen i et år, kom TAKS i februar 2017 til en ny konklusion, nemlig, at Eik Bank ikke havde ret til fradraget. TAKS havde dog besluttet, at det ikke ville få nogen konsekvens for Eik Bank, sagen var afsluttet for deres vedkommende. Direktøren i Eik Bank, Súni Schwartz Jacobsen, har dog fortolket afgørelsen til bankens favør og sagde, at afgørelsen gav banken medhold, de var bare uenige om værdien, TAKS mente at værdien var nul kroner. Offentligheden er blevet nægtet indsigt i TAKS's vurdering og afgørelse i sagen. Eik Banks ledelse fastholder sagsøgningen af Jørn Astrup Hansen for bagvaskelse. Astrup har derved sparet de færøske skatteborgere for 90 millioner kroner, men risikerer stadig en fængselsstraf på op til to år, mens Eik Banks ledelse, der har givet urigtige oplysninger til de færøske skattemyndigheder ikke bliver retsforfulgt.

### Færøerne økonomi i fremgang
Færøernes økonomiske vækst var i 2017 på fem procent og arbejdsløshedsprocenten var på 2,1 procent. I 2018 havde øerne over 51.000 indbyggere. Ifølge Færøernes Statistik er der blevet født flere, og at tilflytningen er større..
2018 var 97 procent af øernes eksport fiskeriprodukter. Overskuddet på handelsbalancen var på 305 millioner kroner. Eksporten var på lidt over 8 milliarder kroner, mens importen var på 7,7 milliarder kroner. .

## Historievidenskab på Færøerne
En af de vigtigste milepæle for historieforskningen på Færøerne var oprettelsen af Færøernes Nationalbibliotek (Føroya Landsbókasavn) i 1828. Nationalbiblioteket har ca. 160.000 bøger, af disse er ca. 24.000 i Videnskabsafdelingen og Færøsk Afdeling.
Biblioteket har i dag verdens største samling af bøger, der vedrører Færøerne.[kilde mangler]
Færøernes Nationalmuseums historiske samlinger blev oprettet 1898.
Et af Færøernes Universitets tre fakulteter er Historie og Samfundsvidenskab, som formidler landet historie og bl.a. forsker i den nationale historie, grindedrabenes historie og den færøske søfartshistorie. De historiske videnskabelige resultater offentliggøres som avisartikler, i videnskabelige tidsskrifter og i bøger.
Den 1. januar 2011 blev Landsbókasavnið (Nationalbiblioteket, etableret i 1828, kom under hjemmestyret i 1952), Landsskjalasavnið
(etableret i 1932, kom under hjemmestyret i 1952), Náttúrugripasavnið (etableret i 1955), Havlívfrøðiliga
Royndarstøðin (2007) og Fornminnissavnið (Nationalmuseet, etableret i 1898, kom under hjemmestyret i 1952) sammenlagt til det nye Søvn Landsins (Søvn er flertalsformen af Savn, som betyder Museum, Landsins betyder landets, kan oversættes til National).

### Færøsk
- Hans A. Djurhuus Føroya søga. Eitt stutt yvirlit. Tórshavn: Felagið Varðin, 1924 – 59 S. (Udvidet udgave 1952, nyt oplag 1963)
- Hans Jacob Debes: Føroya søga. Tórshavn: Føroya Skúlabókagrunnur, 1990. ( i tre bind. Info: bind 1 Arkiveret 27. september 2007 hos  Wayback Machine, bind 2 Arkiveret 27. september 2007 hos  Wayback Machine, bind 3 Arkiveret 27. september 2007 hos  Wayback Machine)
- Hans Jacob Debes: Nú er tann stundin ... Tjóðskaparrørsla og sjálvstýrispolitikkur til 1906. Tórshavn: Føroya Skúlabókagrunnur, 1982. (Nationalbevægelsen indtil 1906. Info Arkiveret 27. september 2007 hos  Wayback Machine)
- Markos Jiménéz, Dánial Hoydal: Føroya krønika. Tórshavn: Bókadeild Føroya Lærarafelags, 2003 (Info Arkiveret 27. september 2007 hos  Wayback Machine)
- Jóan Pauli Joensen: Fólk og mentan. Føroya Skúlabókagrunnur. Tórshavn 1987